# Список видов семейства Eresidae
Список всех описанных видов пауков семейства Eresidae на 8 августа 2017 года. 9 родов, 98 видов.

## Adonea
Adonea Simon, 1873
- Adonea algerica (El-Hennawy, 2004) — от Алжира до Израиля
- Adonea fimbriata Simon, 1873 — Средиземноморье
- Adonea algarvensis Wunderlich, 2017 — Португалия

## Dorceus
Dorceus C. L. Koch, 1846
- Dorceus albolunulatus (Simon, 1876) — Алжир
- Dorceus fastuosus C. L. Koch, 1846 — Тунис, Сенегал, Израиль
- Dorceus latifrons Simon, 1873 — Алжир, Тунис
- Dorceus quadrispilotus Simon, 1908 — Египт
- Dorceus trianguliceps Simon, 1911 — Тунис

## Dresserus
Dresserus Simon, 1876
- Dresserus aethiopicus Simon, 1909 — Эфиопия
- Dresserus angusticeps Purcell, 1904 — Южная Африка
- Dresserus armatus Pocock, 1901 — Уганда
- Dresserus bilineatus Tullgren, 1910 — Восточная Африка
- Dresserus collinus Pocock, 1900 — Южная Африка
- Dresserus colsoni Tucker, 1920 — Южная Африка
- Dresserus darlingi Pocock, 1900 — Южная Африка
- Dresserus elongatus Tullgren, 1910 — Восточная Африка
- Dresserus fontensis Lawrence, 1928 — Намибия
- Dresserus fuscus Simon, 1876 — Восточная Африка, Занзибар
- Dresserus kannemeyeri Tucker, 1920 — Южная Африка
- Dresserus laticeps Purcell, 1904 — Южная Африка
- Dresserus murinus Lawrence, 1927 — Намибия
- Dresserus namaquensis Purcell, 1908 — Южная Африка
- Dresserus nasivulvus Strand, 1907 — Восточная Африка
- Dresserus nigellus Tucker, 1920 — Южная Африка
- Dresserus obscurus Pocock, 1898 — Южная Африка
- Dresserus olivaceus Pocock, 1900 — Южная Африка
- Dresserus rostratus Purcell, 1908 — Южная Африка
- Dresserus schreineri Tucker, 1920 — Южная Африка
- Dresserus schultzei Purcell, 1908 — Южная Африка
- Dresserus sericatus Tucker, 1920 — Южная Африка
- Dresserus subarmatus Tullgren, 1910 — Восточная Африка, Ботсвана
- Dresserus tripartitus Lawrence, 1938 — Южная Африка

## Eresus
Eresus Walckenaer, 1805
- Eresus albopictus Simon, 1873 — Марокко, Алжир
- Eresus bifasciatus Ermolajev, 1937 — Россия
- Eresus crassitibialis Wunderlich, 1987 — Канарские Острова
- Eresus granosus Simon, 1895 — Россия, Китай
- Eresus kollari Rossi, 1846 — от Европы до Центральной Азии
  - Eresus kollari frontalis Latreille, 1819 — Испания
  - Eresus kollari ignicomus Simon, 1914 — Корсика
  - Eresus kollari latefasciatus Simon, 1911 — Алжир
  - Eresus kollari tricolor Simon, 1873 — Корсика
- Eresus lavrosiae Mcheidze, 1997 — Грузия
- Eresus moravicus Rezac, 2008 — Австрия, Венгрия, Чехия, Словакия
- Eresus pharaonis Walckenaer, 1837 — Египт
- Eresus robustus Franganillo, 1918 — Испания
- Eresus rotundiceps Simon, 1873 — Украина, Туркменистан
- Eresus ruficapillus C. L. Koch, 1846 — Сицилия, Хорватия
- Eresus sandaliatus (Martini & Goeze, 1778) — Европа
- Eresus sedilloti Simon, 1881 — Португалия, Испания
- Eresus solitarius Simon, 1873 — Средиземноморье
- Eresus walckenaeri Brulle, 1832 — Средиземноморье
  - Eresus walckenaeri moerens C. L. Koch, 1846 — Афганистан

## Gandanameno
Gandanameno Lehtinen, 1967
- Gandanameno echinata (Purcell, 1908) — Намибия, Южная Африка
- Gandanameno fumosa (C. L. Koch, 1837) — Южная Африка
- Gandanameno inornata (Pocock, 1898) — Малави
- Gandanameno purcelli (Tucker, 1920) — Южная Африка
- Gandanameno spenceri (Pocock, 1900) — Южная Африка

## Loureedia
Loureedia Miller et al., 2012
- Loureedia annulipes (Lucas, 1857) — Алжир, Тунис, Египт, Израиль

## Paradonea
Paradonea Lawrence, 1968
- Paradonea parva (Tucker, 1920) — Намибия, Ботсвана, Южная Африка
- Paradonea presleyi Miller et al., 2012 — Зимбабве, Южная Африка
- Paradonea splendens (Lawrence, 1936) — Ботсвана, Южная Африка
- Paradonea striatipes Lawrence, 1968 — Намибия, Южная Африка
- Paradonea variegata (Purcell, 1904) — Намибия, Ботсвана, Южная Африка

## Seothyra
Seothyra Purcell, 1903
- Seothyra annettae Dippenaar-Schoeman, 1991 — Намибия
- Seothyra barnardi Dippenaar-Schoeman, 1991 — Ботсвана
- Seothyra dorstlandica Dippenaar-Schoeman, 1991 — Намибия
- Seothyra fasciata Purcell, 1904 — Намибия, Ботсвана, Южная Африка
- Seothyra griffinae Dippenaar-Schoeman, 1991 — Angola, Намибия
- Seothyra henscheli Dippenaar-Schoeman, 1991 — Намибия
- Seothyra longipedata Dippenaar-Schoeman, 1991 — Намибия, Южная Африка
- Seothyra louwi Dippenaar-Schoeman, 1991 — Намибия
- Seothyra neseri Dippenaar-Schoeman, 1991 — Намибия
- Seothyra perelegans Simon, 1906 — Южная Африка
- Seothyra roshensis Dippenaar-Schoeman, 1991 — Намибия
- Seothyra schreineri Purcell, 1903 — Намибия, Южная Африка
- Seothyra semicoccinea Simon, 1906 — Южная Африка

## Stegodyphus
Stegodyphus Simon, 1873
- Stegodyphus africanus (Blackwall, 1866) — Африка
- Stegodyphus bicolor (O. P.-Cambridge, 1869) — Южная Африка
- Stegodyphus dufouri (Audouin, 1826) — Северная, Западная Африка
- Stegodyphus dumicola Pocock, 1898 — Центральная, Южная Африка
- Stegodyphus hildebrandti (Karsch, 1878) — Центральная, Восточная Африка, Занзибар
- Stegodyphus hisarensis Arora & Monga, 1992 — Индия
- Stegodyphus lineatus (Latreille, 1817) — Европа, от Северной Африки до Таджикистана
- Stegodyphus lineifrons Pocock, 1898 — Восточная Африка
- Stegodyphus manaus Kraus & Kraus, 1992 — Бразилия
- Stegodyphus manicatus Simon, 1876 — Северная, Западная Африка
- Stegodyphus mimosarum Pavesi, 1883 — Африка, Мадагаскар
- Stegodyphus mirandus Pocock, 1899 — Индия
- Stegodyphus nathistmus Kraus & Kraus, 1989 — от Марокко до Адена
- Stegodyphus pacificus Pocock, 1900 — Иордания, Иран, Пакистан, Индия
- Stegodyphus sabulosus Tullgren, 1910 — Восточная и Южная Африка
- Stegodyphus sarasinorum Karsch, 1891 — Индия, Шри-Ланка, Непал, Мьянма
- Stegodyphus simplicifrons Simon, 1906 — Мадагаскар
- Stegodyphus tentoriicola Purcell, 1904 — Южная Африка
- Stegodyphus tibialis (O. P.-Cambridge, 1869) — Индия, Мьянма, Таиланд, Китай
- Stegodyphus tingelin Kraus & Kraus, 1989 — Камерун